# Fiat 508 CM
La Fiat 508 CM est la variante militaire d'une automobile très réputée qui fut construite par le constructeur italien Fiat durant la seconde partie des années 1930 et qui contribua fortement à la motorisation des classes moyennes du pays, la Fiat 508C Balilla 1100.
La Fiat 508 CM est un véhicule militaire de liaison et de reconnaissance conçu par le constructeur italien Fiat à la demande de l'armée du Roi d'Italie juste avant le début de la Seconde Guerre mondiale. La Fiat 508 CM sera la seule voiture de production italienne capable circuler en tout-terrain pendant la guerre, la Fiat 508 CM fut la voiture la plus répandue dans les rangs de l'Esercito et servit sur tous les fronts entre 1940 et 1945.
Avec l'apparition de la Fiat 508 C en 1937, évolution logique de la 508 Balilla, Fiat décide de proposer immédiatement à l'armée italienne une version militaire, un véhicule tactique léger de reconnaissance et de liaison, la Fiat 508 CM. La présentation officielle a lieu le 11 juillet 1938 à Avezzano, dans les Abruzzes.
La Fiat 508C Nuova Balilla 1100 fut adoptée par l'armée italienne dans sa version carrossée en Torpédo. Par rapport à la version civile, la 508C Torpedo Militare Coloniale se distinguait par des pneus plus larges, la présence de deux roues de secours à l'arrière et un filtre à huile adapté à une utilisation dans les colonies

## Histoire
Pleinement satisfaite par la première version 508M Balilla avec ses excellentes qualités de robustesse et fiabilité relevées sur le terrain de guerre durant les 5 années d'utilisation avec la Fiat 508C Torpedo Militare Coloniale, l'armée italienne demanda à Fiat de développer un nouveau Torpédo sur le même châssis et avec la même motorisation, mais étudié pour se déplacer en tout-terrain très accidenté. Par rapport à son prédécesseur, ce nouveau modèle présenté en août 1938 au CSM bénéficiait d'un châssis et de suspensions plus robustes, d'une garde au sol augmentée et de rapports de transmission plus courts, avec une vitesse de pointe de 95 km/h sur route et une pente franchissable augmentée de 22% à 30%. Le nouveau véhicule se distinguait surtout par sa carrosserie, dont les formes anguleuses n'avaient plus rien de commun avec la 508 C civile. Présentée en livrée gris-vert 615 avec des taches rouge brique (la tenue de camouflage italienne en vigueur), la voiture fut surnommée 1100 "mimétique". Sa désignation d'usine était 508C Torpedo Militare, mais les militaires la baptisèrent simplement Fiat 508 CM.
Équipée du moteur 4 cylindres essence de la 508 C, Fiat type 108C, la 508 CM présentait le même principe d'ensemble moteur - accouplement - boîte de vitesses monobloc. Le carburateur pouvait être un Zenith 30 VIMF ou un Solex 30FIA. Le filtre à air était soit à anneaux métalliques soit à bain d'huile. Le réservoir de carburant était situé dans le coffre et avait une capacité de 40 litres. Le châssis se prolongeait à l'avant jusqu'au pare-chocs et se terminait par des crochets de manœuvre aux quatre extrémités. La roue de secours était installée sur le coffre qui s'ouvrait par le haut. Deux caissons situés derrière les garde-boue avant accueillaient des outils et quelques pièces de rechange. L'accès au véhicule était facilité par quatre marchepieds situés sous chaque portière.
À la demande des unités employées dans le désert, deux versions de 508 CM ont été livrées : la première avait le pare-brise entièrement rabattable sur le capot, sur la seconde, seule la vitre et son cadre étaient ouvrants.
En plus de la version 508 CM Torpedo, l'armée commanda la version Torpedo Coloniale ou Fiat 508 CMC. Elle se distinguait par sa livrée jaune sable. Les différences mécaniques étaient très limitées : utilisation du seul filtre à air à bain d'huile, ajout d'une électropompe en parallèle de la pompe de gavage avec interrupteur associé sur le tableau de bord, choix d'un rapport de pont différent, augmentation de la capacité du réservoir à 70 litres et montage de pneus basse pression 16"x4,00". De plus, les batteries utilisées sur la version coloniale étaient remplies d'un électrolyte plus dense et étaient estampillées AO.

## Production et utilisation sur le terrain militaire
La première présentation au public des Fiat 508 CM et CMC a lieu lors de l’inauguration de l'usine de Mirafiori à Turin le 15 mai 1939, usine où seront fabriqués tous les véhicules militaires produits par Fiat.
La production débute en 1939 et la Fiat 508 CM est assignée en priorité aux commandements des unités motorisées. En 1943, 6 000 exemplaires ont été produits et 1.354 pour la Wehrmacht en 1944/45. Ils sont employés sur tous les fronts, y compris en Afrique Orientale entre 1940 et 1941 aussi bien en Afrique du Nord qu'en métropole. On peut donc estimer que la production globale se situe au-delà de 25 000 exemplaires.
Pendant la Seconde Guerre mondiale, plusieurs centaines furent "récupérés" par la Wehrmacht après l'Armistice de Cassibile.
La Fiat 508 CM a été très utilisée dans les campagnes italiennes d'Afrique orientale et de Libye. Elle resta en service jusqu'en 1960, date de son remplacement par les Fiat Campagnola, les Jeep italiennes.
La Fiat 508 CM a été armée d'une mitrailleuse Breda mod.37.

## Utilisateurs
Les principaux utilisateurs ont été :
- Italie - Regio Esercito
- Italie - Regia Aeronautica
- Italie - Esercito Italiano
- Reich allemand - Wehrmacht